# Cratere Gisl
Gisl è un cratere sulla superficie di Callisto.